# 湛港高速动车组列车
湛港高速动车组列车是中国铁路所运营的一条客运路线，往来广东省湛江市湛江西站及香港特別行政區香港西九龍站。前身为往来深圳市和湛江市的“深湛高速动车组列车”。

## 開辦背景
长期以来，粤西地区缺乏直达珠江东岸的铁路客运服务，一是因为河茂铁路、黎湛铁路归南宁铁路局管辖，广州铁路集团不能开行管内旅客列车服务茂名站以西的粤西旅客；二是黎湛铁路的湛江至廉江段除了节假日外，并无日常旅客列车开往广州以东的珠江东岸城市；三是受限于粤海铁路的通行能力，进出海南省的旅客列车需求旺盛，长期座无虚席，湛江一带的旅客如要前往珠江三角洲，时常面临购票难题。除了河茂铁路沿线可乘坐K230/231、K232/229次列车往来粤西与东莞，其他粤西旅客如想乘坐火车去往东莞或深圳，则需要中转。
从2013年6月28日起，曾经的K1122/1123、K1124/1121次旅客列车可服务湛江西站至东莞东站一带，满足部分旅客的出行需求，但是K1122/1123、K1124/1121次旅客列车在2014年12月10日调图后调整运行路径，从湛江直达东莞的旅客列车服务出现空缺。
直至2016年5月15日，南宁铁路局开行了往返湛江站至汕头站的K1589/1592、K1590/1591次列车，粤西一带的旅客可乘坐本趟列车直达东莞。但是由于时刻安排原因，由粤西前往珠三角方向客流较好，珠三角往粤西方向经常空载，因此K1589/1592、K1590/1591次列车自2017年1月5日起停运，由K1232/1233、K1234/1231次列车改为湛江站始发，更让黎湛铁路至河茂铁路沿线旅客可直达深圳。由于只有1班快速旅客列车的缘故，K1232/1233、K1234/1231次列车客流火爆，粤西直达珠三角地区的旅客列车服务仍是供不应求。
2018年7月1日，深湛铁路江门至湛江段全线通车，广州铁路集团大量开行大量往返广州南站和湛江西站之间的动车组列车，有效化解粤西地区前往珠三角地区旅客列车购票难的难题。但是，粤西地区依旧缺乏前往东莞、深圳一带的常规化动车班次。

## 历史
2019年1月5日，配合铁路调图，广州局集团编制了往来深圳北站和湛江西站的高速动车组运行图，使用车次为G6082/3次、G6086/7次（湛江西站往深圳北站）及G6084/1次、G6088/5次（深圳北站往湛江西站），根据调度命令开行。
2019年7月10日，配合铁路调图，G6082/3次、G6086/7次及G6084/1次、G6088/5次转为常规化开行。
2019年10月11日，因应梅汕铁路通车，原往返湛江西站与深圳北站的G6082/3、G6088/5次高速动车组延长至汕头站始发终到，延伸路径途径厦深铁路、梅汕铁路，成为湛江西站往返汕头站的第一对高速动车组。
2019年12月30日，配合铁路调整运行图，原往返湛江西站与深圳北站的G6086/7、G6084/1次高速动车组延长汕头站始发终到。以深圳作起訖站往返湛江的常规化高速动车组由此暂时空缺，這區間的高速動車組車次暫時改由過路列車營運。
2020年10月11日，配合铁路调整运行图，广州局集团开行G6048/5次、G6046/7次高速动车组往返深圳北站和湛江西站，依调度命令开行。
2021年4月10日，配合铁路调整运行图，G6048/5次、G6046/7次高速动车组经厦深铁路延长至深圳坪山站始发终到，车次调整为：G6045/8/5次（深圳坪山站往湛江西站）和G6046/7/6次（湛江西站往深圳坪山站）。
2023年10月11日，配合铁路调整运行图，G6045/8/5、G6046/7/6次改为在香港西九龍站始发终到，车次改为G6048/5、G6046/7次；同时列车中途由停靠台山站改为停靠开平南站。
2025年1月1日车型由CR400AF-A更换为CR400AF-S(重联運行)。
2025年7月1日，配合铁路调整运行图，G6048/5次列车中途由停靠福田站改为停靠恩平站。

## 運營
本对列车使用配属广州局集团深圳动车运用所的CR400AF-S，重联运行。相關車底及交路亦會與香港西九龍至深圳北的G5617/5618次列車套跑，交路同日完成。

## 外部連結
- 香港高速鐵路長途列車行車時間表 （in/https://www.highspeed.mtr.com.hk/res/pdf/long-haul-train-timetable.pdf 页面存档备份，存于）（包含G6048/5、G6046/7）